# Université islamique Imam Al-Awzai
 (juin 2025).
Motif : Qu'a cette université qui la rende encyclopédique ? Une seule source primaire
- Archive Wikiwix
- Bing
- Cairn
- DuckDuckGo
- E. Universalis
- Gallica
- Google
- G. Books
- G. News
- G. Scholar
- Persée
- Qwant
- (zh) Baidu
- (ru) Yandex
- (wd) trouver des œuvres sur Wikidata

| 1. | Préciser le motif de la pose du bandeau. | Précisez le motif de la pose du bandeau en utilisant la syntaxe suivante : {{admissibilité à vérifier\|date=août 2025\|motif=remplacez ce texte par le motif}}                                          |
| 2. | Informer les utilisateurs concernés.     | Pensez à avertir le créateur de l'article, par exemple, en insérant le code ci-dessous sur sa page de discussion : {{subst:avertissement admissibilité à vérifier\|Université islamique Imam Al-Awzai}} |

L'Université islamique Imam Al-Awzai, ou Université Imam Al-Awzai (en arabe : جامعة الإمام الأوزاعي الإسلاميَّة, ǧāmiʿaẗ al-Imām al-Awzāʿī al-Islāmiyyaẗ), est une université privée libanaise reconnue par l'État libanais et située à Beyrouth. Elle est nommée d'après le juriste musulman al-Awzāʿī (mort en 774 à Beyrouth), fondateur de sa propre école de droit (Awzāʿīya).
Les enseignements proposés par l'université portent principalement sur les études islamiques. L'université est accréditée par le ministère libanais de l'Éducation et de l'Enseignement supérieur et affiliée à la Fédération des Universités du Monde islamique,.